# 寵物當家 (電影)
《寵物當家》（英語：The Secret Life of Pets）是一部於2016年上映的美國電腦動畫喜劇電影，為照明娱乐製作，环球影业發行，由克里斯·雷納德與亞羅·切尼執導、布萊恩·林奇與辛柯·保羅和肯·多利歐編劇。續集《寵物當家2》定於2019年6月7日在美國上映。
美国於2016年7月8日和香港於2016年6月30日、台灣于6月29日上映。

## 劇情
美國紐約市的一棟公寓的狗老大麥斯，以為是他的主人凱蒂的心肝寶貝和生活重心，但是當凱蒂帶回一隻身都是雜亂長毛的雜種狗公爵之後，他養尊處優的汪星人生活就徹底瓦解。公爵好不容易逃離流浪動物之家，很高興有一個家，以為能與麥斯和平共處，但是麥斯可不這麼想，一心想死守住他的地盤。當這對從一開始就不對盤的狗兄狗弟流落在紐約市的街頭時，他們必須拋開對彼此的成見，同心協力對抗一隻奸詐狡猾的小白兔雪球，打敗小白兔招集的棄養寵物大軍「寵物革命咖」，然後在晚餐開飯之前回到主人身邊。他們最後也達成了，並且都各自找到自己的生存意義。

## 配音員
| 配音                | 配音   | 配音   | 配音   | 角色                               |
| 美國                | 台灣   | 香港   | 大陸   | 角色                               |
| ------------------- | ------ | ------ | ------ | ---------------------------------- |
| 路易·C·K            | 夏治世 | 張智霖 | 何炅   | 麥斯（Max Evag），傑克羅素㹴       |
| 艾力克·斯通斯特里特 | 林谷珍 | 葉振聲 | 冯盛   | 公爵（Duke Van De Hon），纽芬兰犬  |
| 凯文·哈特           | 張震   | 穆易   | 陈佩斯 | 雪球（Snowball），兔               |
| 珍妮·斯蕾特         | 陳貞伃 | 何璐怡 | 马晓骥 | 小潔（Gidget Conor），白博美犬     |
| 艾莉·坎波           | 柯佳嬿 | 麥智鈞 | 张凯   | 凱蒂（Katie Williams），人類       |
| 艾伯特·布鲁克斯     | 康殿宏 | 李家輝 | 陆建艺 | 飛鷹（Tiberius），红尾鵟           |
| 蕾可·貝爾           | 張榕容 | 郭碧珍 | 黎筱濛 | 克蘿伊（Chloe），俄羅斯藍貓        |
| 達納·卡維           | 佟紹宗 | 龍天生 | 茅菁   | 老巴（Pops），巴吉度獵犬           |
| 漢尼拔·布瑞斯       | 魏伯勤 | 陳振聲 | 叶保华 | 巴弟（Buddy），腊肠犬              |
| 鮑比·莫伊尼漢       | 傅品晟 | 邱萬城 | 张遥函 | 小莫（Mel），巴哥犬                |
| 克里斯·李納德       | 魏德   | 陳楚鍵 | 赵震   | 饅頭（Norman），豚鼠               |
| 史提夫·庫根         | 宋克軍 | 張振聲 | 高增志 | 歐仔（Ozone），斯芬克斯貓          |
| 麥克·比迪           | 馬國堯 | 黎景全 | 余泳   | 紋仔（Tattoo），豬                 |
| 桑德拉·埃切維里亞   | 楊凱凱 |        |        | 瑪麗亞（Maria）人類，電影演員      |
| 傑米·卡米爾         | 李世揚 |        |        | 佛納德（Fernando），人類，電影演員 |
| 克莉·李納德         | 陳琳   |        |        | 莫莉（Molly）                      |

## 發行

### 評價
爛番茄新鮮度73%，基於網站收集的223篇評論，平均分為6.23/10，而在Metacritic獲得61分，口碑良好。據CinemaScore調查，觀眾的平均評價於A+至F間落於「A-」。

### 票房
在美國和加拿大，預測於首映週末能獲得約7000萬美元的票房，甚至有些專家預測高達1億美元。
美國首映週末開出了1.04億美元的票房佳績位居當週第一，比預期的還高。這打破了《腦筋急轉彎》（9040萬美元）的最高首映週末原創與非續集動畫片的紀錄。
台灣方面，首週五天票房為新台幣6500萬元；次週票房累計至新台幣1.19億元；第三週票房累計至新台幣1.47億元；最終全台票房為新台幣1.69億元。
中國大陸方面，首周6天吸金1.95亿人民币位居第二，最终累计人民币3.88亿。

## 續集
照明娛樂CEO克里斯·梅勒丹德利表示續集將在2018年7月13日上映，後改由2019年7月3日上映。

## 外部連結
- 官方网站（英文）
- 官方网站（繁體中文）
- 互联网电影数据库（IMDb）上《寵物當家》的资料（英文）
- AllMovie上《寵物當家》的资料（英文）
- 爛番茄上《寵物當家》的資料（英文）
- Box Office Mojo上《寵物當家》的資料（英文）
- TCM电影资料库上《寵物當家》的资料（英文）
- Metacritic上《寵物當家》的資料（英文）
- 開眼電影網上《寵物當家》的資料（繁體中文）
- 时光网上《寵物當家》的資料（简体中文）
- 豆瓣电影上《寵物當家》的資料 （简体中文）